# Federico Fazio
Federico Julián Fazio (Ramos Mejía, Gran Buenos Aires, 17 de marzo de 1987) es un exfutbolista argentino que jugaba en la demarcación de defensa.

## Trayectoria

### Ferro Carril Oeste
Debutó con el primer equipo de Ferro Carril Oeste el 6 de agosto de 2005 a la edad de 18 años. Después de disputar 48 encuentros como titular durante tres torneos en el Nacional B argentino en los que marcó tres goles, el Sevilla F. C. de España lo fichó por 800 000 euros el 25 de enero de 2007.

### Sevilla
Durante el tiempo restante de su primera temporada jugó en el Sevilla Atlético, filial del primer equipo, con el que consiguió el ascenso a Segunda División por primera vez después de 46 años, marcando dos goles y seis asistencias, jugando al lado de sus compatriotas Lucas Trecarichi, Diego Perotti y Emiliano Armenteros.
Debutó con el primer equipo en el partido de semifinales de Copa del Rey disputado ante el Deportivo de La Coruña el 5 de mayo de 2007, en el que ganaron por 3-0.
El 19 de agosto de 2007 jugó como titular en el partido de la final de la Supercopa de España frente al Real Madrid en el estadio Santiago Bernabéu, donde se coronó campeón. Fue la primera vez que el Sevilla F. C. ganó el trofeo en toda su historia.
El 7 de mayo de 2008 marcó su primer gol para el Sevilla en la victoria por 3-0 frente al Racing de Santander. Sumó otro gol en ese mismo partido, y un tercero una semana más tarde en la victoria por 2-0 frente al Betis. En ambos partidos, jugó como mediocentro defensivo.
En su segunda temporada, en la que el Sevilla terminó tercero, Fazio tuvo una actuación ligeramente inferior, y se desempeñó en ambas posiciones. Estuvo lesionado durante buena parte de la siguiente temporada, jugando solo 10 partidos de liga. El equipo andaluz terminó finalmente cuarto en liga.
En el año 2010 se consagró campeón de la Copa del Rey con el equipo hispalense, en la final disputada contra el Atlético de Madrid en el Camp Nou.
El 18 de noviembre de 2012 contribuyó en la gran victoria del Sevilla en el derbi sevillano frente al Real Betis por 5-1, marcando dos de los cinco tantos.
El 14 de mayo de 2014 Federico Fazio se coronó como campeón de la Liga Europa de la UEFA con el Sevilla F. C., en el partido disputado en Turín ante el S. L. Benfica portugués y que se resolvió en la tanda de penaltis tras finalizar el tiempo reglamentario y la prórroga con un resultado de 0 goles a 0. Federico Fazio disputó los 120 minutos de ese histórico partido formando pareja en el centro de la zaga sevillista con su compatriota Nicolás Pareja.

### Tottenham Hotspur
Fazio se unió al Tottenham Hotspur de la Premier League de Inglaterra el 27 de agosto de 2014 firmando un contrato por cuatro años.

### Vuelta al Sevilla
En enero de 2016, debido a su falta de continuidad en el equipo londinense, acepta volver al Sevilla F. C. en calidad de cedido. Allí volvió a ganar una Liga Europa de la UEFA y alcanzó la final de la Copa del Rey, en la que perdería contra el F. C. Barcelona.

### Italia
En agosto de 2016 volvió a salir cedido, esta vez a la A. S. Roma. El préstamo se hizo en €1.2 millones con una futura opción de compra. Esta se hizo efectiva y permaneció en el club hasta enero de 2022, momento en el que firmó por dos años y medio con la U. S. Salernitana 1919.

## Selección nacional
El 22 de julio de 2007 se convirtió en campeón mundial juvenil sub-20 con la selección argentina en el torneo disputado en Canadá, siendo uno de los pilares del equipo. Al año siguiente, consigue el oro olímpico en los Juegos Olímpicos de Pekín 2008, compartiendo equipo con figuras como Lionel Messi, Sergio Agüero, Javier Mascherano, Ángel Di María o Ezequiel Lavezzi. Debutó con la selección absoluta el 1 de junio de 2011. El 30 de mayo de 2017, Jorge Sampaoli lo incluyó en su lista de convocados para disputar los partidos ante Brasil y Singapur como reemplazo del lesionado Javier Mascherano.
Fue convocado para disputar la Copa Mundial de Fútbol de 2018 en Rusia. Ingresó a jugar los últimos 45 minutos de la selección argentina en el torneo, fue en la derrota por 4 a 3 contra Francia en los octavos de final.

### Participaciones en Copas del Mundo
| Torneo                   | Sede   | Resultado        | Partidos | Goles |
| ------------------------ | ------ | ---------------- | -------- | ----- |
| Copa Mundial Sub-20 2007 | Canadá | Campeón          | 7        | 0     |
| Copa Mundial 2018        | Rusia  | Octavos de final | 1        | 0     |

## Clubes
| Club                    | País       | Año       |
| ----------------------- | ---------- | --------- |
| Ferro Carril Oeste      | Argentina  | 2005-2007 |
| Sevilla F. C.           | España     | 2007-2014 |
| Tottenham Hotspur F. C. | Inglaterra | 2014-2016 |
| Sevilla F. C. (cedido)  | España     | 2016      |
| A. S. Roma              | Italia     | 2016-2022 |
| U. S. Salernitana 1919  | Italia     | 2022-2024 |

## Palmarés

### Títulos nacionales
| Título              | Club          | País   | Año     |
| ------------------- | ------------- | ------ | ------- |
| Supercopa de España | Sevilla F. C. | España | 2007    |
| Copa del Rey        | Sevilla F. C. | España | 2009-10 |

### Títulos internacionales
| Título                        | Club               | Sede    | Año     |
| ----------------------------- | ------------------ | ------- | ------- |
| Copa Mundial de Fútbol Sub-20 | Argentina sub-20   | Canadá  | 2007    |
| Juegos Olímpicos              | Argentina olímpica | Pekín   | 2008    |
| Liga Europa de la UEFA        | Sevilla F. C.      | Turín   | 2013-14 |
| Liga Europa de la UEFA        | Sevilla F. C.      | Basilea | 2015-16 |